# Polska w rankingach 1987-2013
Artykuł prezentuje zmiany pozycji Polski w rankingach państw. W przypadku rankingów wielowymiarowych (z kilkoma zmiennymi) nie ma w tabelach wartości punktowych, ze względu na większą abstrakcyjność takiej wielkości oraz jej zmienność z powodu wprowadzanych, od czasu do czasu, modyfikacji metodologii obliczania wskaźnika. O ile w publikacji podano wyraźnie, z którego roku są dane, to ranking jest podany dla roku danych, a nie późniejszej publikacji.

## Wskaźnik rozwoju społecznego, wskaźnik percepcji korupcji, wskaźnik wolności gospodarczej (świata)
|      | Wskaźnik rozwoju społecznego                    | Wskaźnik rozwoju społecznego | Wskaźnik rozwoju społecznego | Wskaźnik rozwoju społecznego | Wskaźnik percepcji korupcji                                             | Wskaźnik percepcji korupcji | Wskaźnik percepcji korupcji                   | Wskaźnik percepcji korupcji        | Wskaźnik wolności gospodarczej | Wskaźnik wolności gospodarczej | Wskaźnik wolności gospodarczej | Wskaźnik wolności gospodarczej | Wskaźnik wolności gospodarczej świata                                 | Wskaźnik wolności gospodarczej świata | Wskaźnik wolności gospodarczej świata                                     | Wskaźnik wolności gospodarczej świata                                                         |
| Rok  | lp.                                             | liczba państw                | państwo przed                | państwo za                   | lp.                                                                     | liczba państw               | państwo przed                                 | państwo za                         | lp.                            | liczba państw                  | państwo przed                  | państwo za                     | lp.                                                                   | liczba państw                         | państwo przed                                                             | państwo za                                                                                    |
| ---- | ----------------------------------------------- | ---------------------------- | ---------------------------- | ---------------------------- | ----------------------------------------------------------------------- | --------------------------- | --------------------------------------------- | ---------------------------------- | ------------------------------ | ------------------------------ | ------------------------------ | ------------------------------ | --------------------------------------------------------------------- | ------------------------------------- | ------------------------------------------------------------------------- | --------------------------------------------------------------------------------------------- |
| 1987 | 32 z Argentyną                                  | 130                          | Jugosławia                   | Korea Południowa             |                                                                         |                             |                                               |                                    |                                |                                |                                |                                |                                                                       |                                       |                                                                           |                                                                                               |
| 1990 | 32 (raport z 1992) 48 z Armenią (raport z 1993) | 160 173                      | Bahama Argentyna             | ZSRR Gruzja                  |                                                                         |                             |                                               |                                    |                                |                                |                                |                                | 93                                                                    | 111                                   | Brazylia                                                                  | Indie                                                                                         |
| 1991 | Brak raportu z tego roku                        | Brak raportu z tego roku     | Brak raportu z tego roku     | Brak raportu z tego roku     |                                                                         |                             |                                               |                                    |                                |                                |                                |                                |                                                                       |                                       |                                                                           |                                                                                               |
| 1992 | 49 z Bułgarią(raport z 1994) 51 (raport z 1995) | 173 174                      | Panama , Węgry               | Kolumbia Rosja               |                                                                         |                             |                                               |                                    |                                |                                |                                |                                |                                                                       |                                       |                                                                           |                                                                                               |
| 1993 | 56                                              | 174                          | Łotwa                        | Rosja                        |                                                                         |                             |                                               |                                    |                                |                                |                                |                                |                                                                       |                                       |                                                                           |                                                                                               |
| 1994 | 58                                              | 175                          | Saint Vincent                | Tajlandia                    |                                                                         |                             |                                               |                                    |                                |                                |                                |                                |                                                                       |                                       |                                                                           |                                                                                               |
| 1995 | 52 z Grenadą                                    | 174                          | Saint Kitts i Nevis          | Kolumbia                     |                                                                         |                             |                                               |                                    | 76                             | 101                            | Rosja                          | Bułgaria                       |                                                                       |                                       |                                                                           |                                                                                               |
| 1996 | skrócono zbieranie danych                       | skrócono zbieranie danych    | skrócono zbieranie danych    | skrócono zbieranie danych    |                                                                         |                             |                                               |                                    | 73                             | 142                            | Dominikana                     | Ghana                          |                                                                       |                                       |                                                                           |                                                                                               |
| 1997 | 44                                              | 174                          | ZEA                          | Kostaryka                    |                                                                         |                             |                                               |                                    | 80                             | 150                            | Meksyk                         | Papua-Nowa Gwinea              | 82 z Marokiem, Wenezuelą                                              | 123                                   | Fidżi, Jordania, Słowacja, Uganda                                         | Brazylia                                                                                      |
| 1998 | 44                                              | 174                          | Węgry                        | ZEA                          | 39 z Włochami                                                           | 85                          | Jordania                                      | Peru                               | 75                             | 156                            | Litwa                          | Gabon                          | Brak rocznika z danymi z tego roku                                    | Brak rocznika z danymi z tego roku    | Brak rocznika z danymi z tego roku                                        | Brak rocznika z danymi z tego roku                                                            |
| 1999 | 38 z Urugwajem                                  | 162                          | Węgry                        | Chile                        | 44                                                                      | 99                          | Mongolia                                      | Brazylia, Malawi, Maroko, Zimbabwe | 79                             | 161                            | Węgry                          | Ghana                          | 85 z Barbadosem                                                       | 123                                   | Chiny, Kolumbia, Sri Lanka, Tanzania                                      | Ghana                                                                                         |
| 2000 | 37                                              | 173                          | Węgry, Słowacja              | Chile, Bahrajn, Urugwaj      | 43 z Białorusią, Litwą, Malawi, Salwadorem                              | 90                          | Czechy                                        | Korea Południowa                   | 75                             | 161                            | Mali                           | Ekwador                        | 89 z Ghaną i Senegalem                                                | 123                                   | Barbados, Benin, Brazylia, Papua-Nowa Gwinea, Słowacja, Turcja, Wenezuela | Burundi, Czad, Kolumbia, Chorwacja, Mali                                                      |
| 2001 | 35                                              | 175                          | Argentyna                    | Seszele                      | 44 z Peru                                                               | 91                          | Grecja, Korea Południowa                      | Brazylia                           | 67                             | 155                            | Brazylia                       | Słowenia                       | 77 ze Słowacją, Chorwacją, Haiti                                      | 123                                   | Fidżi, Honduras, Indie, Słowenia                                          | Barbados, Brazylia, Ghana, Mali, Maroko, Papua-Nowa Gwinea, Senegal, Wybrzeże Kości Słoniowej |
| 2002 | 37                                              | 177                          | Argentyna, Estonia, Seszele  | Węgry                        | 45 z Brazylią, Bułgarią, Jamajką, Peru                                  | 102                         | Grecja                                        | Ghana                              | 51                             | 157                            | Boliwia                        | Łotwa                          | 61 z Gujaną, Gwatemalą, Hondurasem, Kenią, Namibią, Nikaraguą         | 123                                   | Boliwia, Malezja, Meksyk                                                  | Bahama, Belize, Ghana, Indie, Tanzania, Tunezja                                               |
| 2003 | 36                                              | 177                          | Węgry                        | Argentyna                    | 64 z Meksykiem                                                          | 133                         | Kolumbia, Chorwacja, Peru, Salwador, Słowacja | Chiny, Panama, Sri Lanka, Syria    | 66                             | 157                            | Gwatemala                      | Filipiny                       | 78 z Albanią, Barbadosem, Egiptem, Fidżi, Indonezją, Iranem, Marokiem | 127                                   | Ghana, Sri Lanka                                                          | Chiny, Chorwacja                                                                              |
| 2004 | 37                                              | 177                          | Argentyna                    | Chile, Bahrajn               | 67 z Chorwacją, Peru, Sri Lanką                                         | 145                         | Ghana, Meksyk, Tajlandia                      | Chiny, Arabia Saudyjska, Syria     | 80                             | 155                            | Senegal                        | Suazi                          | 53 z Armenią, Gruzją, Indiami, Malezją, RPA, Trynidadem i Tobago      | 130                                   | Bahama, Grecja, Jordania, Peru, Zambia                                    | Gwatemala, Meksyk, Tajlandia                                                                  |
| 2005 | 37                                              | 177                          | Węgry                        | Argentyna                    | 70 z Arabią Saudyjską, Burkina Faso, Chorwacją, Egiptem, Lesotho, Syrią | 158                         | Ghana, Meksyk, Panama, Peru, Turcja           | Laos                               | 71                             | 155                            | Słowenia                       | Kolumbia                       | 56 z Bułgarią, Grecją, Urugwajem                                      | 141                                   | Czechy, Francja, Włochy, Jordania                                         | Czarnogóra, Lesotho, Tajlandia, Kirgistan, Malezja, RPA, Trynidad i Tobago                    |
| 2006 | 42                                              | 182                          | Węgry                        | Chile                        | 61 z Jamajką                                                            | 163                         | Turcja                                        | Libia, Seszele, Tajlandia          | 77                             | 157                            | Kenia                          | Macedonia Północna             | 69 z Ugandą                                                           | 141                                   | Bułgaria                                                                  | Namibia                                                                                       |
| 2007 | 41                                              | 182                          | Estonia                      | Słowacja                     | 61 z Kubą i Tunezją                                                     | 180                         | Kuwejt                                        | Bułgaria, Chorwacja, Turcja        | 86                             | 157                            | Paragwaj                       | Senegal                        | 74                                                                    | 141                                   | Rumunia                                                                   | Barbados                                                                                      |
| 2008 |                                                 |                              |                              |                              | 58 z Litwą i Turcją                                                     | 180                         | Grecja                                        | Namibia                            | 76                             | 157                            | Grecja                         | Słowenia                       | 66 z Włochami i Czarnogórą                                            | 141                                   | Nikaragua                                                                 | Meksyk                                                                                        |
| 2009 | 40                                              |                              | Bahrajn                      | Portugalia                   | 49 z Bhutanem i Jordanią                                                | 180                         | Bahrajn, Republika Zielonego Przylądka, Węgry | Czechy, Litwa                      | 82                             | 187                            | Grecja                         | Kazachstan                     | 53                                                                    | 141                                   | Uganda                                                                    | Hiszpania                                                                                     |
| 2010 | 41                                              | 169                          | Portugalia                   | Barbados                     | 41 z Omanem i Kostaryką                                                 | 178                         | Korea Południowa, Mauritius                   | Dominika                           | 71                             |                                | Madagaskar                     | RPA                            |                                                                       |                                       |                                                                           |                                                                                               |
| 2011 | 39                                              | 187                          | Węgry                        | Litwa                        | 41 z Republiką Zielonego Przylądka                                      | 182                         | Malta i Portoryko                             | Korea Południowa                   | 68                             | 179                            | Turcja                         | Portugalia                     |                                                                       |                                       |                                                                           |                                                                                               |
| 2012 | 39                                              | 186                          | Barbados                     | Chile                        | 41 z Dominikaną                                                         | 176                         | Izrael i Republika Zielonego Przylądka        | Malta i Mauritius                  | 64                             | 179                            | Trynidad i Tobago              | Kazachstan                     |                                                                       |                                       |                                                                           |                                                                                               |
| 2013 | 35 z Litwą                                      | 187                          | Arabia Saudyjska             | Andora i Słowacja            | 39 z Brunei                                                             | 175                         | Izrael i Tajwan                               | Hiszpania                          |                                |                                |                                |                                |                                                                       |                                       |                                                                           |                                                                                               |
| 2014 |                                                 |                              |                              |                              | 35 z Tajwanem                                                           | 175                         | Botswana, Cypr, Portoryko, Portugalia         | Izrael i Hiszpania                 |                                |                                |                                |                                |                                                                       |                                       |                                                                           |                                                                                               |

## Wskaźnik łatwości prowadzenia działalności gospodarczej[7]
| Ogólnie          | Ogólnie                 | Ogólnie       | Ogólnie            | Założenie firmy                    | Założenie firmy                    | Założenie firmy                    | Uzyskanie licencji od 2008 Uzyskanie pozwoleń budowlanych | Uzyskanie licencji od 2008 Uzyskanie pozwoleń budowlanych | Uzyskanie licencji od 2008 Uzyskanie pozwoleń budowlanych | Zatrudnianie pracowników           | Zatrudnianie pracowników           | Zatrudnianie pracowników           | Rejestracja nieruchomości          | Rejestracja nieruchomości          | Rejestracja nieruchomości          | Płacenie podatków                  | Płacenie podatków                  | Płacenie podatków                  | Handel zagraniczny                 | Handel zagraniczny                 | Handel zagraniczny                 | Egzekwowanie umów                  | Egzekwowanie umów                  | Egzekwowanie umów                  | Zamykanie przedsiębiorstwa od 2012 jako Postępowanie upadłościowe | Zamykanie przedsiębiorstwa od 2012 jako Postępowanie upadłościowe | Zamykanie przedsiębiorstwa od 2012 jako Postępowanie upadłościowe |
| Rok              | lp.                     | państwo przed | państwo za         | lp.                                | państwo przed                      | państwo za                         | lp.                                                       | państwo przed                                             | państwo za                                                | lp.                                | państwo przed                      | państwo za                         | lp.                                | państwo przed                      | państwo za                         | lp.                                | państwo przed                      | państwo za                         | lp.                                | państwo przed                      | państwo za                         | lp.                                | państwo przed                      | państwo za                         | lp.                                                               | państwo przed                                                     | państwo za                                                        |
| ---------------- | ----------------------- | ------------- | ------------------ | ---------------------------------- | ---------------------------------- | ---------------------------------- | --------------------------------------------------------- | --------------------------------------------------------- | --------------------------------------------------------- | ---------------------------------- | ---------------------------------- | ---------------------------------- | ---------------------------------- | ---------------------------------- | ---------------------------------- | ---------------------------------- | ---------------------------------- | ---------------------------------- | ---------------------------------- | ---------------------------------- | ---------------------------------- | ---------------------------------- | ---------------------------------- | ---------------------------------- | ----------------------------------------------------------------- | ----------------------------------------------------------------- | ----------------------------------------------------------------- |
| 2006 175 państw  | 74                      | Jordania      | Salwador           | Brak jeszcze rankingów cząstkowych | Brak jeszcze rankingów cząstkowych | Brak jeszcze rankingów cząstkowych | Brak jeszcze rankingów cząstkowych                        | Brak jeszcze rankingów cząstkowych                        | Brak jeszcze rankingów cząstkowych                        | Brak jeszcze rankingów cząstkowych | Brak jeszcze rankingów cząstkowych | Brak jeszcze rankingów cząstkowych | Brak jeszcze rankingów cząstkowych | Brak jeszcze rankingów cząstkowych | Brak jeszcze rankingów cząstkowych | Brak jeszcze rankingów cząstkowych | Brak jeszcze rankingów cząstkowych | Brak jeszcze rankingów cząstkowych | Brak jeszcze rankingów cząstkowych | Brak jeszcze rankingów cząstkowych | Brak jeszcze rankingów cząstkowych | Brak jeszcze rankingów cząstkowych | Brak jeszcze rankingów cząstkowych | Brak jeszcze rankingów cząstkowych | Brak jeszcze rankingów cząstkowych                                | Brak jeszcze rankingów cząstkowych                                | Brak jeszcze rankingów cząstkowych                                |
| 2007 175 państw  | 75                      | Pakistan      | Suazi              | 114                                | Lesotho                            | Brazylia                           | 146 z Angolą                                              | Bhutan                                                    | Republika Środkowoafrykańska, Tajwan, Turcja              | 49                                 | Saint Vincent i Grenadyny          | Dominika                           | 86                                 | Benin                              | Macedonia Północna                 | 71                                 | Palau                              | Bangladesz                         | 102                                | Albania                            | Tajlandia                          | 112 z ZEA                          | Surinam                            | Kostaryka                          | 85                                                                | Jordania                                                          | Gruzja                                                            |
| 2008 178 państw  | 74 72 w raporcie z 2009 | Kiribati      | Macedonia Północna | 129 134                            | Gwatemala                          | Salwador                           | 156                                                       | Niger                                                     | Wybrzeże Kości Słoniowej                                  | 78 81                              | Vanuatu                            | Kostaryka                          | 81                                 | Irlandia, Zimbabwe                 | Albania                            | 125 133                            | Czad                               | Filipiny                           | 40 42                              | Kanada                             | Indonezja                          | 68                                 | Vanuatu, Seszele                   | Nikaragua                          | 88 91                                                             | Jordania                                                          | Nigeria                                                           |
| 2009 181 państw  | 76 72 w raporcie z 2010 | Czechy        | Pakistan           | 145                                | Mozambik                           | Honduras                           | 158                                                       | Niger                                                     | Mołdawia                                                  | 82                                 | Kirgistan                          | Słowacja                           | 84                                 | Kuwejt                             | Egipt, Zimbabwe                    | 142                                | Kolumbia                           | Albania                            | 41                                 | Rumunia                            | Brunei                             | 68                                 | Vanuatu                            | Gwinea Równikowa                   | 82                                                                | Azerbejdżan                                                       | Argentyna                                                         |
| 2010 183 państwa | 72 73 w raporcie z 2011 | Czarnogóra    | Turcja             | 117                                | Wietnam                            | Sudan                              | 164 z Kamerunem                                           | Malawi                                                    | Niger                                                     | 76                                 | Vanuatu                            | Węgry                              | 88                                 | Egipt                              | Kuwejt                             | 151                                | Brazylia                           | Wybrzeże Kości Słoniowej           | 42                                 | Katar                              | Belgia                             | 75 z Gujaną                        | Wenezuela                          | Tunezja                            | 85                                                                | Azerbejdżan                                                       | Argentyna                                                         |
| 2011 183 państwa | 70 59 w raporcie z 2012 | Namibia       | Tonga              | 113 z Malezją                      | Wyspy Salomona                     | Gambia                             | 164                                                       | Lesotho                                                   | Wybrzeże Kości Słoniowej                                  | Podłączenie elektryczności         | Podłączenie elektryczności         | Podłączenie elektryczności         | 86                                 | Papua-Nowa Gwinea                  | Tadżykistan                        | 121                                | Tanzania                           | Słowacja                           | 49                                 | Rumunia, Indonezja                 | Chiny                              | 77                                 | Vanuatu                            | Czechy, Tunezja                    | 81                                                                | Łotwa                                                             | Etiopia                                                           |
| 2012 183 państwa | 62                      | Panama        | Ghana              | 126 z Sudanem                      | Namibia                            | Kamerun                            | 160                                                       | Burundi                                                   | Liban                                                     | 64                                 | Luksemburg                         | Dominika                           | 89                                 | Kuwejt                             | Tadżykistan                        | 128                                | Zimbabwe                           | Tanzania                           | 46                                 | Dominikana                         | Oman                               | 68                                 | Chile                              | Gambia                             | 87                                                                | Senegal                                                           | Salwador                                                          |
| 2013 185 państw  | 55                      | Węgry         | Luksemburg         | 124                                | Gambia                             | Kamerun                            | 161                                                       | Niger                                                     | Ghana                                                     | 137                                | Bhutan                             | Laos                               | 62                                 | Hongkong, Mauritius                | Rwanda                             | 114 z Komorami i Nepalem           | Jemen                              | Sierra Leone                       | 50                                 | Oman                               | Kostaryka                          | 56 ze Słowenią                     | Nikaragua                          | Mauritius                          | 37                                                                | Katar                                                             | Słowacja                                                          |
| 2014 189 państw  | 45                      | Czarnogóra    | Bahrajn            | 116                                | Wybrzeże Kości Słoniowej           | Jordania                           | 88 z Indonezją                                            | Cypr, Czechy                                              | Kongo                                                     | 137                                | Lesotho                            | Ekwador, Gabon                     | 54                                 | Kolumbia                           | Chile i Kanada                     | 113                                | Barbados                           | Namibia                            | 49                                 | Słowenia                           | Islandia                           | 55                                 | Mauritius                          | Wielka Brytania                    | 37                                                                | Katar                                                             | Słowacja                                                          |
| 2015 189 państw  | 32                      | Francja       | Hiszpania          | 85                                 | Kolumbia                           | Jordania                           | 137                                                       | Turcja                                                    | Czarnogóra                                                | 64                                 | Czarnogóra                         | Libia                              | 39                                 | Finlandia                          | Tajwan                             | 87                                 | Bhutan                             | Węgry                              | 41                                 | Chile                              | Seszele                            | 52                                 | Rumunia                            | Namibia                            | 32                                                                | Słowacja                                                          | Czarnogóra                                                        |

## Produkt krajowy brutto
|      | PKB z uwzględnieniem parytetu siły nabywczej | PKB z uwzględnieniem parytetu siły nabywczej | PKB z uwzględnieniem parytetu siły nabywczej | PKB z uwzględnieniem parytetu siły nabywczej | PKB z uwzględnieniem parytetu siły nabywczej | PKB na 1 osobę                     | PKB na 1 osobę                     | PKB na 1 osobę                     | PKB na 1 osobę                     | PKB na 1 osobę                     | Wzrost PKB                         | Wzrost PKB                                                         | Wzrost PKB                         | Wzrost PKB                                                | Wzrost PKB                                  |
| Rok  | mld. $                                       | lp.                                          | liczba państw                                | państwo przed                                | państwo za                                   | tys. $                             | lp.                                | liczba państw                      | państwo przed                      | państwo za                         | %                                  | lp.                                                                | liczba państw                      | państwo przed                                             | państwo za                                  |
| ---- | -------------------------------------------- | -------------------------------------------- | -------------------------------------------- | -------------------------------------------- | -------------------------------------------- | ---------------------------------- | ---------------------------------- | ---------------------------------- | ---------------------------------- | ---------------------------------- | ---------------------------------- | ------------------------------------------------------------------ | ---------------------------------- | --------------------------------------------------------- | ------------------------------------------- |
| 2002 | 373                                          | 25                                           | 236                                          | Filipiny                                     | Belgia                                       | 9,7                                | 76 z Rosją                         | 231                                | Chorwacja                          | Turks i Caicos                     | 1,5                                | 153                                                                | 213                                | Brazylia, Kolumbia, Republika Środkowoafrykańska, Seszele | Libia, Dominika, Francja, Malta, Surinam    |
| 2003 | 427                                          | 23                                           | 230                                          | Argentyna                                    | Filipiny                                     | 11,1                               | 74                                 | 232                                | Argentyna                          | Antigua i Barbuda                  | 3,7                                | 90 z Kolumbią, Trynidadem i Tobago                                 | 215                                | Niger                                                     | Bośnia i Hercegowina, Nowa Zelandia, Rwanda |
| 2004 | Brak rocznika z danymi z tego roku           | Brak rocznika z danymi z tego roku           | Brak rocznika z danymi z tego roku           | Brak rocznika z danymi z tego roku           | Brak rocznika z danymi z tego roku           | Brak rocznika z danymi z tego roku | Brak rocznika z danymi z tego roku | Brak rocznika z danymi z tego roku | Brak rocznika z danymi z tego roku | Brak rocznika z danymi z tego roku | Brak rocznika z danymi z tego roku | Brak rocznika z danymi z tego roku                                 | Brak rocznika z danymi z tego roku | Brak rocznika z danymi z tego roku                        | Brak rocznika z danymi z tego roku          |
| 2005 | 505                                          | 23                                           | 231                                          | RPA                                          | Holandia                                     | 13,1                               | 73 z Arabią Saudyjską              | 233                                | Oman                               | Mauritius                          | 3,4                                | 135                                                                | 216                                | Benin, Wyspy Marshalla, Burkina Faso                      | Dania, Dżibuti, Namibia, USA, Gwatemala     |
| 2006 | 554                                          | 23                                           | 227                                          | RPA                                          | Holandia                                     | 14,4                               | 72 z Omanem                        | 229                                | Wyspy Dziewicze                    | Arabia Saudyjska                   | 6,1                                | 70 z Bułgarią, Turcją, Kenią, Kongo                                | 216                                | Bośnia i Hercegowina, Niue, Lesotho, Luksemburg           | Ghana, Honduras, Turkmenistan               |
| 2007 | 623                                          | 21                                           | 227                                          | Holandia                                     | Arabia Saudyjska                             | 16,2                               | 70                                 | 227                                | Seszele                            | Chorwacja                          | 6,6                                | 62 z Czechami, Paragwajem, Saint Vincent i Grenadynami, Malediwami | 218                                | Bahrajn                                                   | Kuba                                        |
| 2008 | 667                                          | 21                                           | 228                                          | Holandia                                     | Arabia Saudyjska                             | 17,3                               | 70                                 | 228                                | Litwa                              | Seszele                            | 4,8                                | 92 z Belize, Beninem, Chorwacją, Syrią                             | 216                                | Bangladesz, Wenezuela, Turks i Caicos                     | Senegal, Tunezja, Timor Wschodni            |
| 2009 | Brak rocznika z danymi z tego roku           | Brak rocznika z danymi z tego roku           | Brak rocznika z danymi z tego roku           | Brak rocznika z danymi z tego roku           | Brak rocznika z danymi z tego roku           | Brak rocznika z danymi z tego roku | Brak rocznika z danymi z tego roku | Brak rocznika z danymi z tego roku | Brak rocznika z danymi z tego roku | Brak rocznika z danymi z tego roku | Brak rocznika z danymi z tego roku | Brak rocznika z danymi z tego roku                                 | Brak rocznika z danymi z tego roku | Brak rocznika z danymi z tego roku                        | Brak rocznika z danymi z tego roku          |
| 2010 | 722                                          | 20                                           | 227                                          | Tajwan                                       | Holandia                                     | 18,8                               | 65                                 | 227                                | Estonia, Węgry                     | Polinezja Francuska                | 3,3                                | 108 z Australią, Niemcami, Togo                                    | 214                                | Izrael, Malediwy, Tunezja                                 | Jordania, Luksemburg, Kuwejt                |
| 2011 | Brak rocznika z danymi z tego roku           | Brak rocznika z danymi z tego roku           | Brak rocznika z danymi z tego roku           | Brak rocznika z danymi z tego roku           | Brak rocznika z danymi z tego roku           | Brak rocznika z danymi z tego roku | Brak rocznika z danymi z tego roku | Brak rocznika z danymi z tego roku | Brak rocznika z danymi z tego roku | Brak rocznika z danymi z tego roku | Brak rocznika z danymi z tego roku | Brak rocznika z danymi z tego roku                                 | Brak rocznika z danymi z tego roku | Brak rocznika z danymi z tego roku                        | Brak rocznika z danymi z tego roku          |
| 2012 | 802                                          | 20                                           | 229                                          | Tajwan                                       | Argentyna                                    | 20,1                               | 61                                 | 228                                | Estonia                            | Trynidad i Tobago                  | 2,4                                | 135 z Estonią                                                      | 217                                | Bahamy, Kiribati, Komory                                  | Belize, USA                                 |
| 2013 | Brak rocznika z danymi z tego roku           | Brak rocznika z danymi z tego roku           | Brak rocznika z danymi z tego roku           | Brak rocznika z danymi z tego roku           | Brak rocznika z danymi z tego roku           | Brak rocznika z danymi z tego roku | Brak rocznika z danymi z tego roku | Brak rocznika z danymi z tego roku | Brak rocznika z danymi z tego roku | Brak rocznika z danymi z tego roku | Brak rocznika z danymi z tego roku | Brak rocznika z danymi z tego roku                                 | Brak rocznika z danymi z tego roku | Brak rocznika z danymi z tego roku                        | Brak rocznika z danymi z tego roku          |

## Śmiertelność niemowląt, oczekiwana długość życia przy urodzeniu
|      | Śmiertelność niemowląt      | Śmiertelność niemowląt | Śmiertelność niemowląt | Śmiertelność niemowląt | Śmiertelność niemowląt | Oczekiwana długość życia przy urodzeniu | Oczekiwana długość życia przy urodzeniu | Oczekiwana długość życia przy urodzeniu | Oczekiwana długość życia przy urodzeniu | Oczekiwana długość życia przy urodzeniu |
| Rok  | śmierci/1000 żywych urodzeń | lp.                    | liczba państw          | państwo przed          | państwo za             | lat                                     | lp.                                     | liczba państw                           | państwo przed                           | państwo za                              |
| ---- | --------------------------- | ---------------------- | ---------------------- | ---------------------- | ---------------------- | --------------------------------------- | --------------------------------------- | --------------------------------------- | --------------------------------------- | --------------------------------------- |
| 2003 | 8,95                        | 168                    | 225                    | Wyspy Dziewicze        | Chile                  | 73,9                                    | 80                                      | 225                                     | Serbia i Czarnogóra                     | Wenezuela                               |
| 2004 | 8,51                        | 166                    | 226                    | Bermudy                | Polinezja Francuska    | 74,4                                    | 85                                      | 226                                     | Chorwacja                               | Wenezuela                               |
| 2005 | 7,36                        | 175                    | 226                    | Słowacja               | Montserrat             | 74,7                                    | 81                                      | 226                                     | Brunei                                  | Serbia i Czarnogóra                     |
| 2006 | 7,22                        | 174                    | 225                    | Słowacja               | Montserrat             | 75                                      | 81                                      | 226                                     | Brunei                                  | Dominika                                |
| 2007 | 7,07                        | 171                    | 221                    | Słowacja               | Montserrat             | 75,2 z Panamą                           | 76                                      | 222                                     | Brunei                                  | Dominika                                |
| 2008 | 6,93                        | 172                    | 222                    | Słowacja               | Cypr                   | 75,4                                    | 76                                      | 223                                     | Brunei                                  | Dominika                                |
| 2009 | 6,8                         | 172                    | 225                    | Słowacja               | Serbia                 | 75,6                                    | 76                                      | 225                                     | Brunei                                  | Dominika                                |
| 2010 | 6,66                        | 171                    | 223                    | Słowacja               | Serbia                 | 75,8                                    | 75                                      | 223                                     | Brunei                                  | Dominika                                |
| 2011 | 6,54                        | 170                    | 222                    | Słowacja               | Serbia                 | 76                                      | 76                                      | 221                                     | Brunei                                  | Dominika                                |
| 2012 | 6,42                        | 168                    | 223                    | Słowacja               | Serbia                 | 76,2                                    | 78                                      | 222                                     | Brunei                                  | Dominika                                |

## Inwestycje, dług publiczny
|      | Inwestycje                         | Inwestycje                         | Inwestycje                         | Inwestycje                         | Inwestycje                         | Dług publiczny                     | Dług publiczny                     | Dług publiczny                     | Dług publiczny                     | Dług publiczny                     |
| Rok  | % PKB                              | lp.                                | liczba państw                      | państwo przed                      | państwo za                         | % PKB                              | lp.                                | liczba państw                      | państwo przed                      | państwo za                         |
| ---- | ---------------------------------- | ---------------------------------- | ---------------------------------- | ---------------------------------- | ---------------------------------- | ---------------------------------- | ---------------------------------- | ---------------------------------- | ---------------------------------- | ---------------------------------- |
| 2003 | 18,4                               | 93 z Togo                          | 145                                | Albania                            | Rosja                              | 47,4                               | 63                                 | 109                                | Bułgaria                           | Tajlandia                          |
| 2004 | Brak rocznika z danymi z tego roku | Brak rocznika z danymi z tego roku | Brak rocznika z danymi z tego roku | Brak rocznika z danymi z tego roku | Brak rocznika z danymi z tego roku | Brak rocznika z danymi z tego roku | Brak rocznika z danymi z tego roku | Brak rocznika z danymi z tego roku | Brak rocznika z danymi z tego roku | Brak rocznika z danymi z tego roku |
| 2005 | 18,2                               | 108 z Czadem                       | 147                                | Macedonia Północna                 | Rosja, Rwanda                      | 47,7                               | 57                                 | 120                                | Wietnam                            | Tajlandia                          |
| 2006 | 19,8                               | 95 z Paragwajem                    | 147                                | Kostaryka                          | Holandia, Peru                     | 45,5                               | 50                                 | 120                                | Brazylia                           | Wietnam                            |
| 2007 | 21,7                               | 80 z Malezją, Portugalią           | 150                                | Ekwador                            | Kostaryka                          | 43,1                               | 51                                 | 126                                | Wielka Brytania                    | Wietnam                            |
| 2008 | 22,7                               | 75                                 | 150                                | Albania                            | Kanada, Syria                      | 41,6                               | 48                                 | 126                                | Tajlandia                          | Syria                              |
| 2009 | Brak rocznika z danymi z tego roku | Brak rocznika z danymi z tego roku | Brak rocznika z danymi z tego roku | Brak rocznika z danymi z tego roku | Brak rocznika z danymi z tego roku | Brak rocznika z danymi z tego roku | Brak rocznika z danymi z tego roku | Brak rocznika z danymi z tego roku | Brak rocznika z danymi z tego roku | Brak rocznika z danymi z tego roku |
| 2010 | 19,5                               | 93                                 | 151                                | Nowa Zelandia                      | Jemen, Urugwaj, Węgry              | 50,5                               | 50                                 | 131                                | Kenia                              | Argentyna                          |
| 2011 | Brak rocznika z danymi z tego roku | Brak rocznika z danymi z tego roku | Brak rocznika z danymi z tego roku | Brak rocznika z danymi z tego roku | Brak rocznika z danymi z tego roku | Brak rocznika z danymi z tego roku | Brak rocznika z danymi z tego roku | Brak rocznika z danymi z tego roku | Brak rocznika z danymi z tego roku | Brak rocznika z danymi z tego roku |
| 2012 |                                    |                                    |                                    |                                    |                                    | 53,8                               | 55                                 | 152                                | Brazylia                           | Finlandia                          |
| 2013 | Brak rocznika z danymi z tego roku | Brak rocznika z danymi z tego roku | Brak rocznika z danymi z tego roku | Brak rocznika z danymi z tego roku | Brak rocznika z danymi z tego roku | Brak rocznika z danymi z tego roku | Brak rocznika z danymi z tego roku | Brak rocznika z danymi z tego roku | Brak rocznika z danymi z tego roku | Brak rocznika z danymi z tego roku |